# Veckring
Veckring (deutsch Weckringen, lothringisch Weckréngen) ist eine Gemeinde mit 651 Einwohnern (Stand 1. Januar 2022) im Département Moselle in der Region Grand Est (bis 2015 Lothringen), etwa 16 Kilometer östlich von Thionville gelegen. Zur Gemeinde Veckring gehört auch das westlich gelegene Dorf Helling (Hellingen).

## Geschichte
Der Ort gehört seit 1659 zu Frankreich und war von 1811 bis 1901 Teil der Nachbargemeinde Budling. Das westlich gelegene Fort Hackenberg war im letzten Jahrhundert Teil der Maginot-Linie.
Im Gemeindewappen stellt der von einer Kapelle gekrönte Dreiberg stellt den Hackenberg in Veckring dar, Schachung und Löwe sind die Symbole der Familien Stromberg und Loewenstein, den ehemaligen Herren des Ortes.

## Bevölkerungsentwicklung
| Jahr      | 1910 | 1962 | 1968 | 1975 | 1982 | 1990 | 1999 | 2007 | 2019 |
| Einwohner | 336  | 336  | 620  | 733  | 702  | 644  | 688  | 678  | 650  |

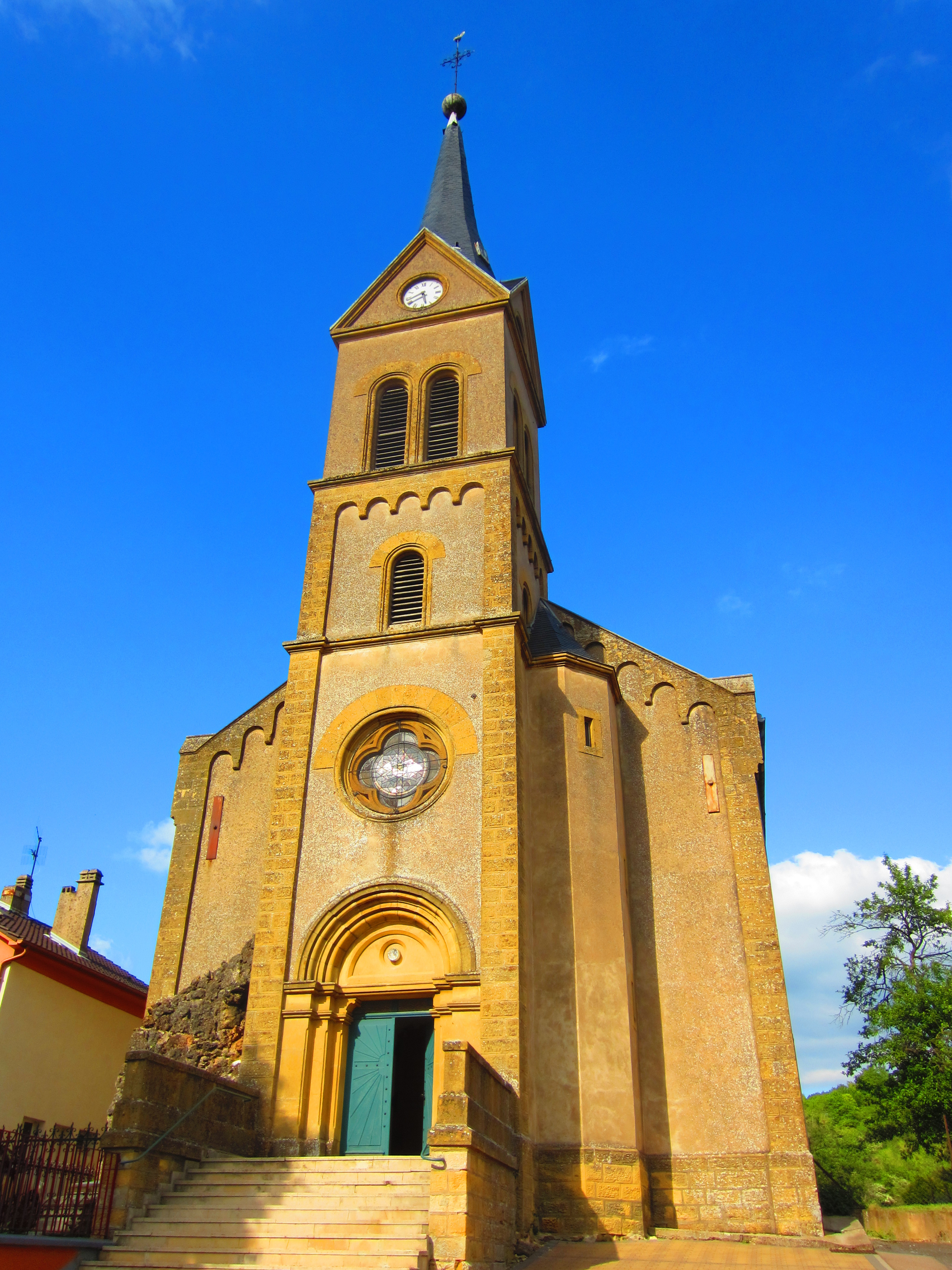
Kirche Sainte-Apolline
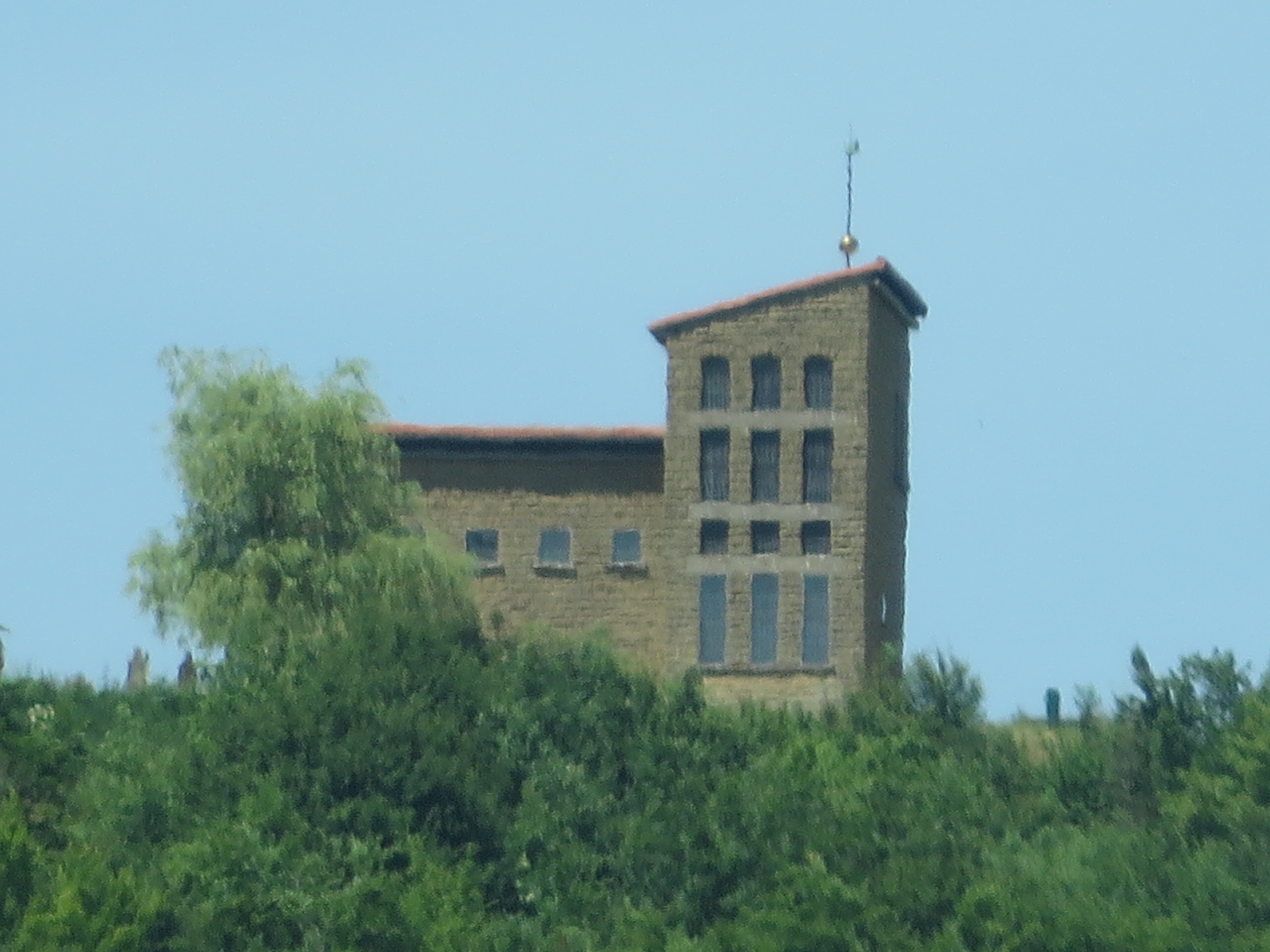
Kapelle Hackenberg in der Maginot-Linie
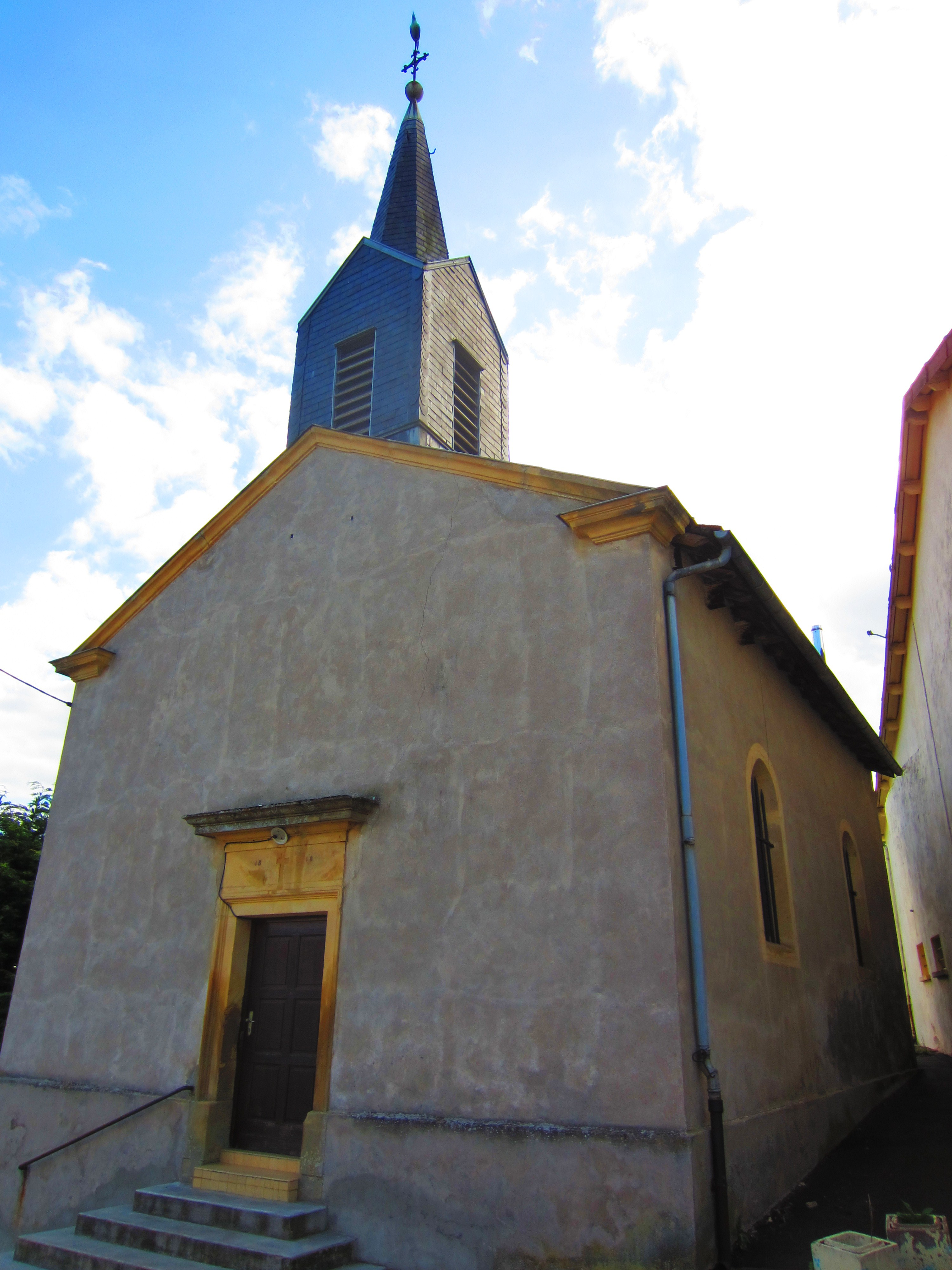
Kapelle Saint-Médard im Ortsteil Helling

## Wirtschaft
Die Gemeinde Veckring besitzt keine nennenswerte Anzahl an Industriebetrieben. Veckring ist in gewissem Umfang durch Agrargewerbe geprägt. Am östlichen Ortseingang ist vor einiger Zeit ein lokaler Paintballplatz mit überregionaler Bedeutung entstanden.

## Belege
1. ↑  Wappenbeschreibung auf genealogie-lorraine.fr (französisch)